# Конвенция о статусе апатридов
Конвенция о статусе апатридов (англ. Convention Relating to the Status of Stateless Persons) — многосторонний международный договор Организации Объединенных Наций, принятый 28 сентября 1954 года, направленный на защиту лиц без гражданства.
Устав Организации Объединенных Наций и Всеобщая декларация прав человека были приняты 10 декабря 1948 года. Согласно ст. 15:
1. Каждый имеет право на гражданство.
2. Никто не может быть произвольно лишён своего гражданства или права изменить свое гражданство.

Конвенция о статусе беженцев была обнародована 28 июля 1951 года. Изначально в нем не было никакого содержания о статусе лиц без гражданства и не было протокола о мерах по сокращению безгражданства.
26 апреля 1954 г. ЭКОСОС принял резолюцию о созыве конференции полномочных представителей для «регулирования и улучшения положения лиц без гражданства посредством международного соглашения».
Конвенция вступила в силу 6 июня 1960 года.

## Основное содержание конвенции
Статья 1
Конвенция применяется к лицам без гражданства, находящимся под защитой УВКБ ООН, но не к лицам, находящимся под защитой других агентств ООН (например, БАПОР). Не применяется к лицам, чьи права и обязанности признаются страной их проживания неотличимыми от прав и обязанностей, связанных с обладанием гражданством этой страны. Не распространяется на военных преступников или лиц, совершивших преступления против человечности или против мира.
Статья 2
Статья 3
Статья 4
Статья 5
Статья 6
Статья 7
Договаривающиеся Государства будут предоставлять лицам без гражданства такой же режим, какой обычно предоставляется иностранцам.
Статья 8
Никаких «исключительных мер» в отношении лиц без гражданства в Договаривающемся Государстве по причине их прежнего гражданства.
Статья 9
Временные меры в отношении лиц без гражданства могут быть приняты во время войны или серьезного чрезвычайного положения.
Статья 10
Статья 12
Личное положение (например, семейное положение) лица без гражданства должно регулироваться законом его/ее постоянного места жительства, а не законом его/ее места жительства .
Статья 13
Права на собственность должны быть не меньше, чем у иностранцев.
Статья 14
Статья 15
Право на ассоциацию должно быть не менее, чем предоставлено каждым Договаривающимся государством иностранцам в целом.
Статья 16
Лица без гражданства не должны подвергаться дискриминации при предоставлении «обеспечения покрытия расходов и возможного штрафа» или иным образом со стороны судов в Договаривающихся государствах.
Статьи 17—19
С лицами без гражданства следует обращаться как минимум так же благосклонно, как и с иностранцами в целом, в том, что касается участия в оплачиваемой работе.
Статьи 20—23
К лицам без гражданства следует относиться не менее благосклонно, чем к гражданам, в отношении питания, жилья, государственного образования и государственной помощи.
Статья 24
Распространение статей 20-23 на трудовое законодательство и социальное обеспечение .
Статья 25
Статья 26
Статья 27
По запросу Договаривающиеся государства выдают проездные документы и документы, удостоверяющие личность, лицам без гражданства, находящимся на их территории.
Статья 29
Отсутствие дискриминации лиц без гражданства в налоговых сборах.
Статья 30
Разрешить лицам без гражданства перемещать свое имущество к месту их расселения.
Статья 31
Лица без гражданства не подлежат высылке, кроме как по соображениям национальной безопасности .
Статья 32
Договаривающиеся государства облегчают ассимиляцию и натурализацию лиц без гражданства.
Статья 34
Споры о толковании между государствами-участниками будут окончательно переданы на рассмотрение Международного Суда (МС)

## Государства-участники

Государства-участники, подписавшие конвенцию
Государства, которые денонсировали конвенцию

По состоянию на январь 2022 года Организация Объединенных Наций, депозитарий конвенции, насчитывает 96 участников Конвенции. Из них все, кроме Святого Престола (Ватикана), ратифицировали её:
Албания, Алжир, Ангола, Антигуа и Барбуда, Аргентина, Армения, Австралия, Австрия, Азербайджан, Барбадос, Бельгия, Белиз, Бенин, Боливия, Босния и Герцеговина, Ботсвана, Бразилия, Болгария, Буркина-Фасо, Чад, Чили, Колумбия, Коста-Рика, Кот-д’Ивуар, Хорватия, Чехия, Дания, Эквадор, Сальвадор, Эсватини, Фиджи, Финляндия, Франция, Гамбия, Грузия, Германия, Греция, Гватемала, Гвинея, Гвинея-Бисау, Гаити, Гондурас, Венгрия, Исландия, Ирландия, Израиль, Италия, Кирибати, Латвия, Лесото, Либерия, Ливия, Лихтенштейн, Литва, Люксембург, Малави, Мали, Мальта, Мексика, Молдова, Черногория, Мозамбик, Нидерланды, Никарагуа, Нигер, Нигерия, Северная Македония, Норвегия, Панама, Парагвай, Перу, Филиппины, Португалия, Южная Корея, Румыния, Руанда, Сенегал, Сербия, Сьерра-Леоне, Словакия, Словения, Испания, Сент-Винсент и Гренадины, Швеция, Швейцария, Того, Турция, Тринида и Тобаго, Тунис, Туркменистан, Уганда, Украина, Великобритания, Уругвай, Замбия и Зимбабве .